# Medelpads domsagas tingslag
Medelpads domsagas tingslag var ett tingslag i Västernorrlands län som omfattade hela Medelpad förutom Sundsvalls stad.
Tingsplats var Sundsvall. 
Tingslaget bildades 1965 genom sammanläggning av Medelpads östra domsagas tingslag och Medelpads västra domsagas tingslag. Tingslaget upphörde 1971 då det uppgick i Medelpads domsaga som redan 1972 uppgick i Sundsvalls domsaga.
Tingslaget ingick i Medelpads domsaga som skapades 1965 samtidigt med tingslaget. 

## Ingående kommuner
- Borgsjö landskommun
- Haverö landskommun
- Hässjö landskommun
- Indals-Lidens landskommun
- Matfors landskommun
- Njurunda landskommun
- Stöde landskommun
- Timrå köping
- Torps landskommun
- Ånge köping